# Luc Castaignos
Luc Castaignos, född 27 september 1992 i Schiedam, är en nederländsk fotbollsspelare (anfallare) som spelar för 1. FC Magdeburg i 2. Bundesliga. Han har tidigare spelat för Serie A-klubben Inter. Han har tidigare representerat Nederländernas U17, U19, U20 och U21-landslag.